# Skalice u Frýdku-Místku
Skalice u Frýdku-Místku (lengyelül: Skalica, németül: Skalitz) egy falu Csehország Morva-sziléziai kerületének Frýdek-místeki járásában. 1980-ig önálló település volt, azonban ekkor Frýdek-Místekhez csatolták. Lakossága nagyjából 1200 fő. A történelmi Tescheni-Szilézia területén fekszik.

## Története
A település első írásos emléke a wroclawi római katolikus egyházmegye egy 1305-ből származó latin oklevelében, a Liber fundationis episcopatus Vratislaviensisben szerepel Scali(c)za néven. Eszerint az írás szerint a település még nem volt olyan jelentős, hogy tizedet kellett volna neki fizetnie. Ennek mértékét csak később határozták meg. A ma Felső-Szilézia néven ismert területen csak később, a XIII. században indult be a jelentős településszervezés. 
A terület Lengyelország feudális felosztásakor az 1290-ben megalakult Tescheni Hercegséghez került, és a Piast-dinasztia irányította. A falu 1327-ben a Cseh Királyság, s így 1526-ban a Habsburg Birodalom feuduma lett.